# Dent de Vaulion
De Dent de Vaulion is een 1483 meter hoge markante berg in de Vaudlandse Jura bij de Zwitserse plaats Vallorbe. De bergrug vertoont een sterk asymmetrische topografie: Tegen het noordwesten en noorden loopt hij met tot 200 meter hoge rotswanden steil af, terwijl de hellingen naar het zuiden en zuidoosten veel geleidelijker aflopen.
De Dent de Vaulion wordt in het westen begrensd door het dal van de Ruisseau des Epoisats, in het noorden door het dalbekken van Vallorbe, in het oosten en zuidoosten door de syncline van Vaulion (waarin de Nozon ontspringt) en in het zuiden door de bergpas van Pétra Felix aan de straatovergang van L'Isle over de Col du Mollendruz in de Vallée de Joux. De Dent de Vaulion vormt de noordoostelijke afsluiting van de Vallée de Joux, hoewel tussen dit dal en de berg nog de vallei van de Ruisseau des Epoisats ligt.
De geologische structuur van de Dent de Vaulion is gebaseerd op anticlines, waarvan het afgezette gesteentemateriaal stamt uit mariene sedimenten van de Late Juratijd (Malm). De anticlinaal van de Dent de Vaulion werd langs de breuk, die loopt vanaf Montricher over Vallorbe naar Pontarlier, naar het noorden verschoven. Daardoor is de breukstructuur van het Juragebergte hier sterk verstoord.
De hellingen van de Dent de Vaulion zijn vooral bedekt met sparrenbossen. Aan de top, die in de zone van Hoge Jura ligt, groeit alleen schaarse grasvegetatie. De eenvoudig bereikbare top vormt een poulaire toeristische attractie, daar deze een panorama biedt over de Vallée de Joux, het dalbekken van Vallorbe en -bij helder weer- tot aan de Alpen. In de winter is aan zuidoostzijde een skilift in werking.